# Eupagia mosegata
Eupagia mosegata là một loài bướm đêm trong họ Geometridae.